# De apostoliska fäderna
De apostoliska fäderna är den generation kristna ledare, som var lärjungar till de tolv apostlarna, och alltså fick sin uppfattning om den kristna tron från någon som fått den direkt från Jesus Kristus. Bland dessa ledare finns Polykarpos, som var lärjunge till Johannes, Clemens, som var en av de första påvarna[källa behövs], Ignatius som var biskop i Antiochia, Barnabas och Papias. Dessa skrifter hade jämte Nya testamentet stort värde i fornkyrkan och ska inte förväxlas med Nya testamentets apokryfer, som inte anammats för gudstjänstbruk i kyrkorna (till skillnad från apokryferna till Gamla testamentet).
Benämningen används också om en samling skrifter från samma tid, kring år 90 till 150 e.Kr. Dessa skrifter är alltså, näst efter de nytestamentliga breven, de äldsta skriftliga vittnesbörden om den kristna församlingen, fornkyrkan. Skriftsamlingen består av:
- De tolv apostlarnas lära eller Didaché
- Clemens första brev till korintherna
- Ignatios brev till efesierna
- Ignatios brev till magnesierna
- Ignatios brev till trallierna
- Ignatios brev till romarna
- Ignatios brev till filadelfierna
- Ignatios brev till smyrnierna
- Ignatios brev till Polykarpos
- Polykarpos brev till filipperna
- Polykarpos martyrium
- Andra Clemensbrevet
- Barnabasbrevet
- Papiasfragmenten
- Quadratusfragmentet
- Diognetosbrevet
- Hermas Herden

Skriftsamlingen är senast i svensk översättning  Olof Andrén  och Per Beskow  utgiven av bokförlaget Artos 2006.